# قانون ممانعت ورود چینی‌ها
قانون ممانعت ورود چینی‌ها از قوانین فدرال ایالات متحده بود که در ۶ مه ۱۸۸۲ توسط چستر آلن آرتور امضا شد. این قانون از شایان توجه‌ترین محدودیت‌ها بر مهاجرت آزاد در تاریخ آمریکا بود، که مهاجرت کارگران چینی را به‌طور کامل ممنوع کرد. این لایحه در پی توافق ۱۸۸۰ انجل که اصلاحاتی را بر معاهدهٔ ۱۸۶۸ برلینگیم چین و آمریکا که به آمریکا اجازهٔ تعلیق مهاجرت چینی‌ها را می‌داد وضع شد. این لایحه در آغاز قرار بود ۱۰ سال بر جای بماند ولی در سال ۱۸۹۲ تمدید شد و در ۱۹۰۲ دائمی شد. قانون ممانعت ورود چینی‌ها اولین قانونی بود که به منظور پیشگیری از مهاجرت گروه قومی مشخصی به آمریکا اجرا شد. این قانون در ۱۷ دسامبر ۱۹۴۳ با لایحه مگنوسن لغو شد.

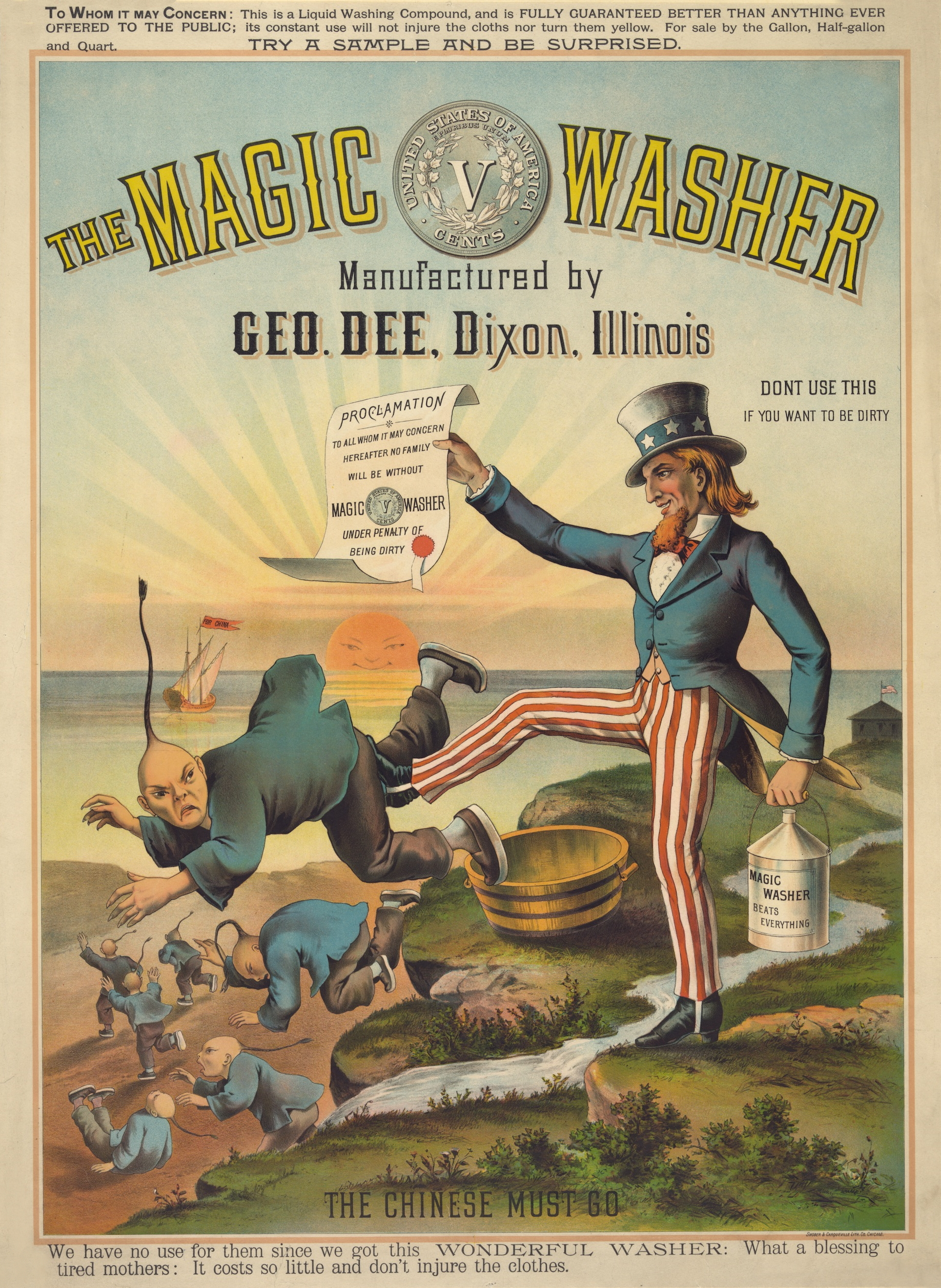
کارتون سیاسی آمریکایی: عمو سام در اشاره به قانون ممانعت ورود چینی‌ها چاینامن را بیرون می‌اندازد. تصویر منتشر شده در قرن نوزدهم.

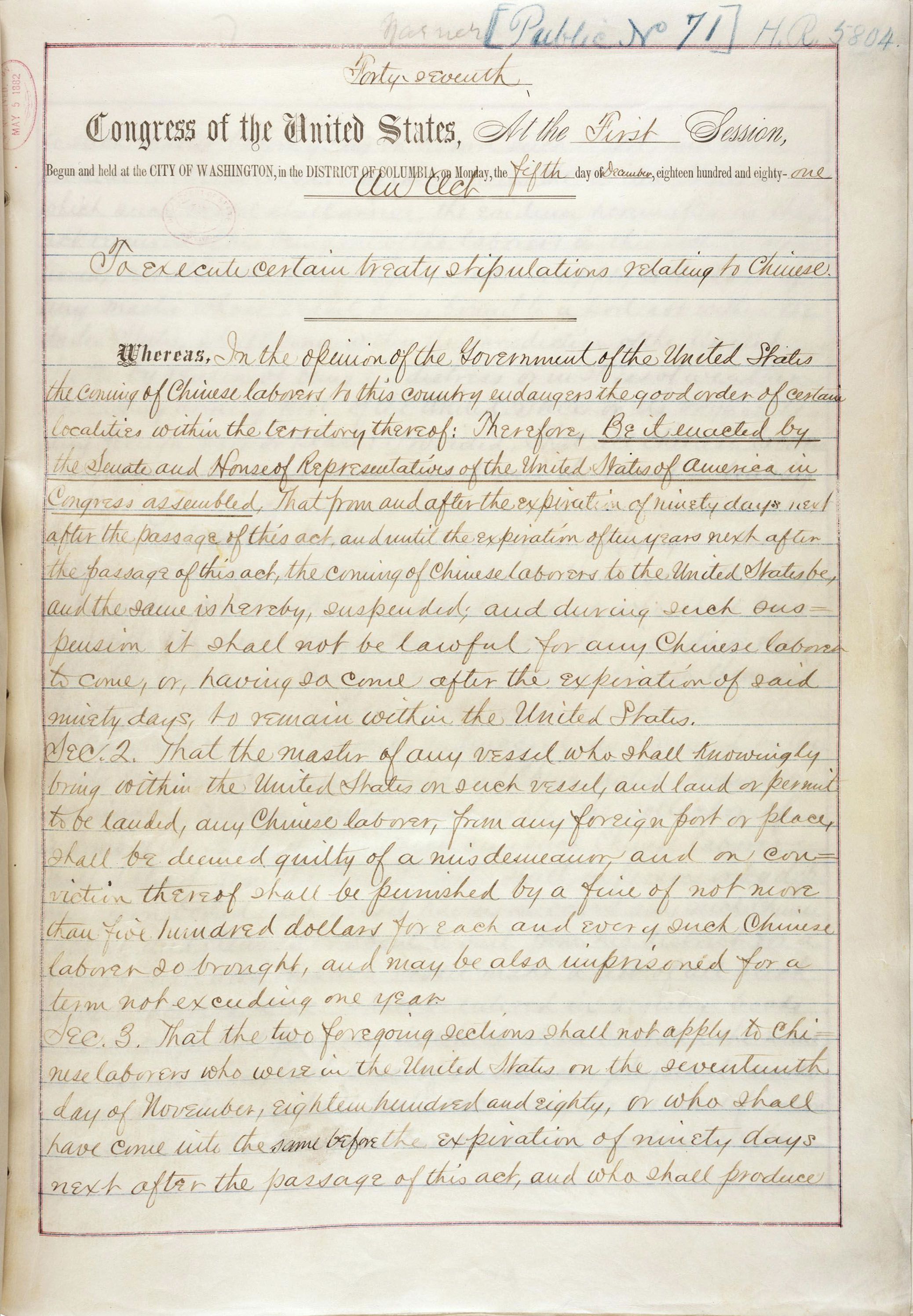
صفحه اول قانون ممانعت ورود چینی‌ها

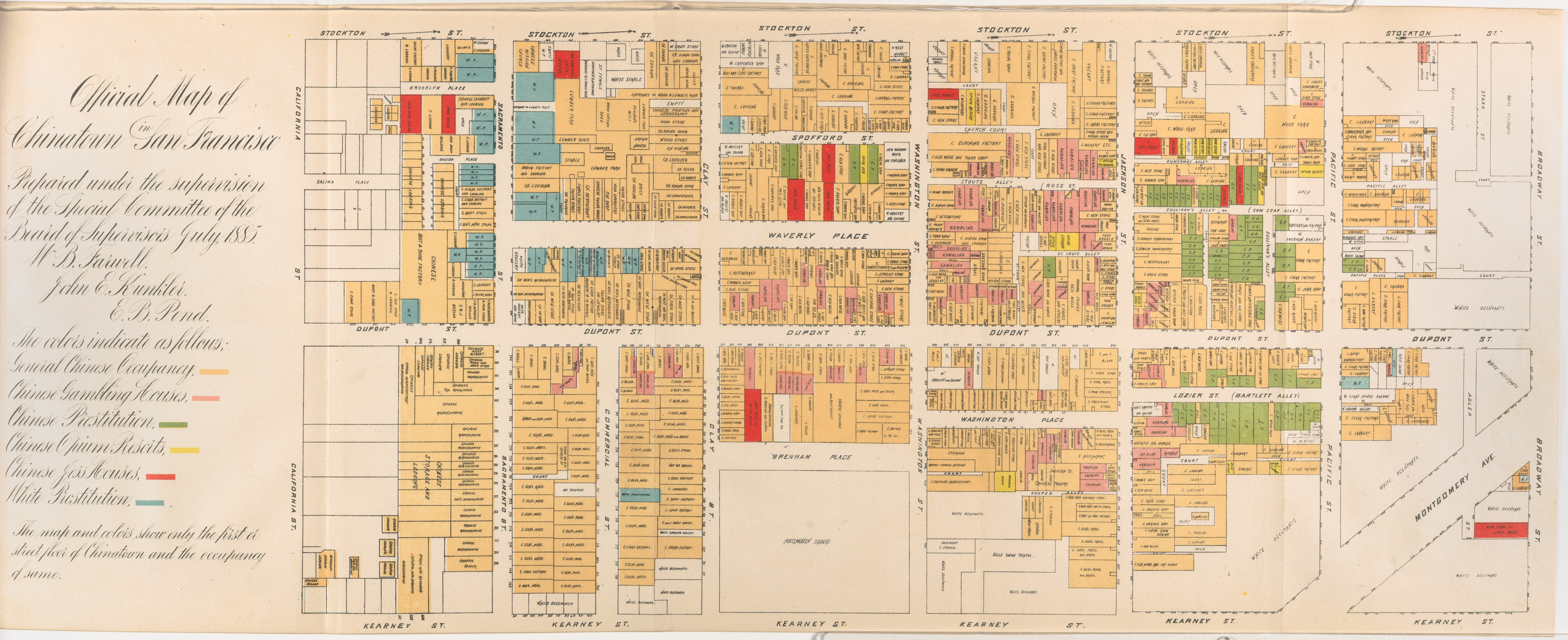
این «نقشه رسمی ۱۸۸۵ چایناتاون» در چارچوب گزارش رسمی یک کمیتهٔ ویژه برپا شده از سوی «هیئت ناظران سن فرنسیسکو در خصوص وضعیت محله چینی‌ها منتشر شد.

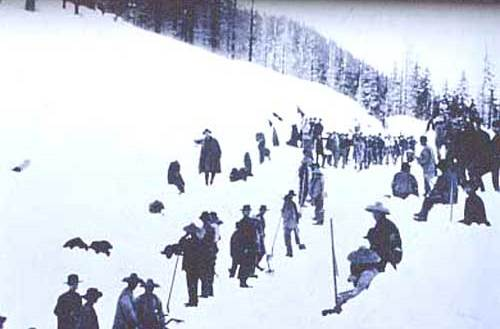
کارگران مهاجر چینی در حال ساخت راه‌آهن ترنس کانتیننتال